# Lija y terciopelo
Lija y Terciopelo es el noveno disco de la cantante argentina Patricia Sosa. Editado en 2007 luego de cinco años sin componer canciones, el disco contiene tres covers: versiones en castellano de "Giá visto" de la italiana Mina y "I can't make you love me" de la cantante norteamericana Bonnie Raitt y una nueva grabación de "Mueve mueve otra vez" de su antigua banda La Torre". El tema que cierra, "Un amor más grande que un amor", es un dúo con Ricardo Montaner.

## Lista de temas
1. "Ya has visto" (Giá visto) (Massimiliano Pani / Celso Valli) - 0:04:57
2. "Hasta donde Dios me quiera llevar" (Patricia Sosa / Marta Mediavilla / Daniel Vilá) - 0:04:30
3. "Donde estarás esta noche" (Patricia Sosa / Daniel Vilá) - 0:04:46
4. "No puede ser así" (Facundo Espinosa / Mariano Mere) - 0:04:57
5. "Del otro lado de la mar" (Patricia Sosa / Facundo Espinosa / Mariano Mere) - 0:04:39
6. "Mueve, mueve otra vez" (Patricia Sosa / Óscar Mediavilla) - 0:05:10
7. "Rosa de los vientos" (Patricia Sosa / Facundo Espinosa / Mariano Mere) - 0:02:52
8. "El valor de mis sueños" (Patricia Sosa / Daniel Vilá) - 0:05:37
9. "No puedo hacer que me ames" (I can't make you love me) (Mike Reid / Allen Shamblin) - 0:04:20
10. "Despierta el mundo" (Patricia Sosa / Facundo Espinosa / Mariano Mere) - 0:05:14
11. "Sueños de amor" (Patricia Sosa / Daniel Vilá) - 0:02:55
12. "Un amor más grande que el amor" (Ricardo Montaner / Pablo Manavello) - 0:04:39

## Músicos
- Patricia Sosa: Voz principal
- Gustavo Giuliano: Bajo
- Daniel Leis: Guitarras eléctricas
- Mariano Mere y Daniel Vilá: Teclados
- Hernán Marchesi, Martín Carrizo y Jota Morelli: Baterías